# Jean Bayard
Pas d'image ? Cliquez ici

a Compétitions nationales et continentales officielles uniquement.

b Matchs officiels uniquement.
Jean Bayard (né le 23 octobre 1897 à Toulouse et mort le 11 mars 1995 à Toulouse) était un joueur français de rugby à XV. 

## Biographie
Jean Bayard a joué au poste de talonneur (1,72 m pour 78 kg) pour le Stade toulousain et pour l'équipe de France. 
Il a disputé trois matches du Tournoi des Cinq Nations en 1923, un en 1924, et il faisait partie de la sélection française qui disputa les Jeux olympiques d'été de 1924.